# Hochbuchberg
Hochbuchberg är ett berg i Österrike.   Det ligger i distriktet Kirchdorf och förbundslandet Oberösterreich, i den nordöstra delen av landet, 160 km väster om huvudstaden Wien. Toppen på Hochbuchberg är 1 273 meter över havet, eller 491 meter över den omgivande terrängen. Bredden vid basen är 6,4 km.
Terrängen runt Hochbuchberg är huvudsakligen kuperad. Närmaste större samhälle är Steyr, 16,8 km nordost om Hochbuchberg. 
I omgivningarna runt Hochbuchberg växer i huvudsak blandskog. Runt Hochbuchberg är det ganska glesbefolkat, med 45 invånare per kvadratkilometer.